# گراورن
گراورن (به لاتین: Grauhorn) یک کوه در سوئیس است که در کانتون گراوبوندن واقع شده‌است. گراورن ۳٬۲۶۰ متر بالاتر از سطح دریا واقع شده‌است.